# Tremble My Heart
Tremble My Heart är ett musikalbum från 1998 med Rebecka Törnqvist. Hon har skrivit det mesta av materialet själv.

## Låtlista
Text och musik av Rebecka Törnqvist om inget annat anges.
1. What I Thought Was Mine – 2:56
2. I Let Mine Go – 4:13
3. Make Believe (Is Always for Tonight) (Rebecka Törnqvist/Pål Svenre) – 4:50
4. I Couldn't Love You Anymore – 2:23
5. Tongue Tie (Rebecka Törnqvist/Per ”Texas” Johansson/Johan Lindström) – 3:39
6. I Have No Worries – 1:16
7. Tremble My Heart – 3:21
8. Princess Days (Rebecka Törnqvist/Per ”Texas” Johansson) – 5:17
9. As I Am – 2:21
10. Mayday (Rebecka Törnqvist/Pål Svenre/Johan Lindström) – 4:09
11. Mutiny – 2:59

## Medverkande
- Rebecka Törnqvist – sång
- Pål Svenre – piano, synt
- Johan Lindström – gitarr, bas, steel guitar
- Markus Wikström – bas
- Peter Bergkvist – trummor, slagverk

## Listplaceringar
| Lista (1998) | Topplacering |
| ------------ | ------------ |
| Sverige      | 5            |